# Михаленіно (Нижньогородська область)
Михаленіно (рос. Михаленино) — присілок в Варнавинському районі Нижньогородської області Російської Федерації.
Населення становить 323 особи. Входить до складу муніципального утворення Михаленинська сільрада.

## Історія
Від 2009 року входить до складу муніципального утворення Михаленинська сільрада.

## Населення
| 1999 | 2002 | 2010 |
| ---- | ---- | ---- |
| 421  | ↘344 | ↘323 |